# Le Magny (Indre)
Le Magny ist eine französische Gemeinde mit 1.015 Einwohnern (Stand: 1. Januar 2022) im Département Indre in der Region Centre-Val de Loire; sie gehört zum Arrondissement La Châtre und zum Kanton Neuvy-Saint-Sépulchre (bis 2015: Kanton La Châtre).

## Geographie
Le Magny liegt etwa 38 Kilometer südöstlich von Châteauroux. Nachbargemeinden von Le Magny sind La Châtre im Norden und Nordosten, Briantes im Osten, Pouligny-Saint-Martin im Südosten sowie Chassignolles im Süden und Westen.

## Bevölkerungsentwicklung
| Jahr                      | 1962 | 1968 | 1975 | 1982 | 1990 | 1999 | 2006 | 2013 |
| Einwohner                 | 488  | 479  | 565  | 752  | 860  | 858  | 956  | 1064 |
| Quelle: Cassini und INSEE |      |      |      |      |      |      |      |      |

## Sehenswürdigkeiten

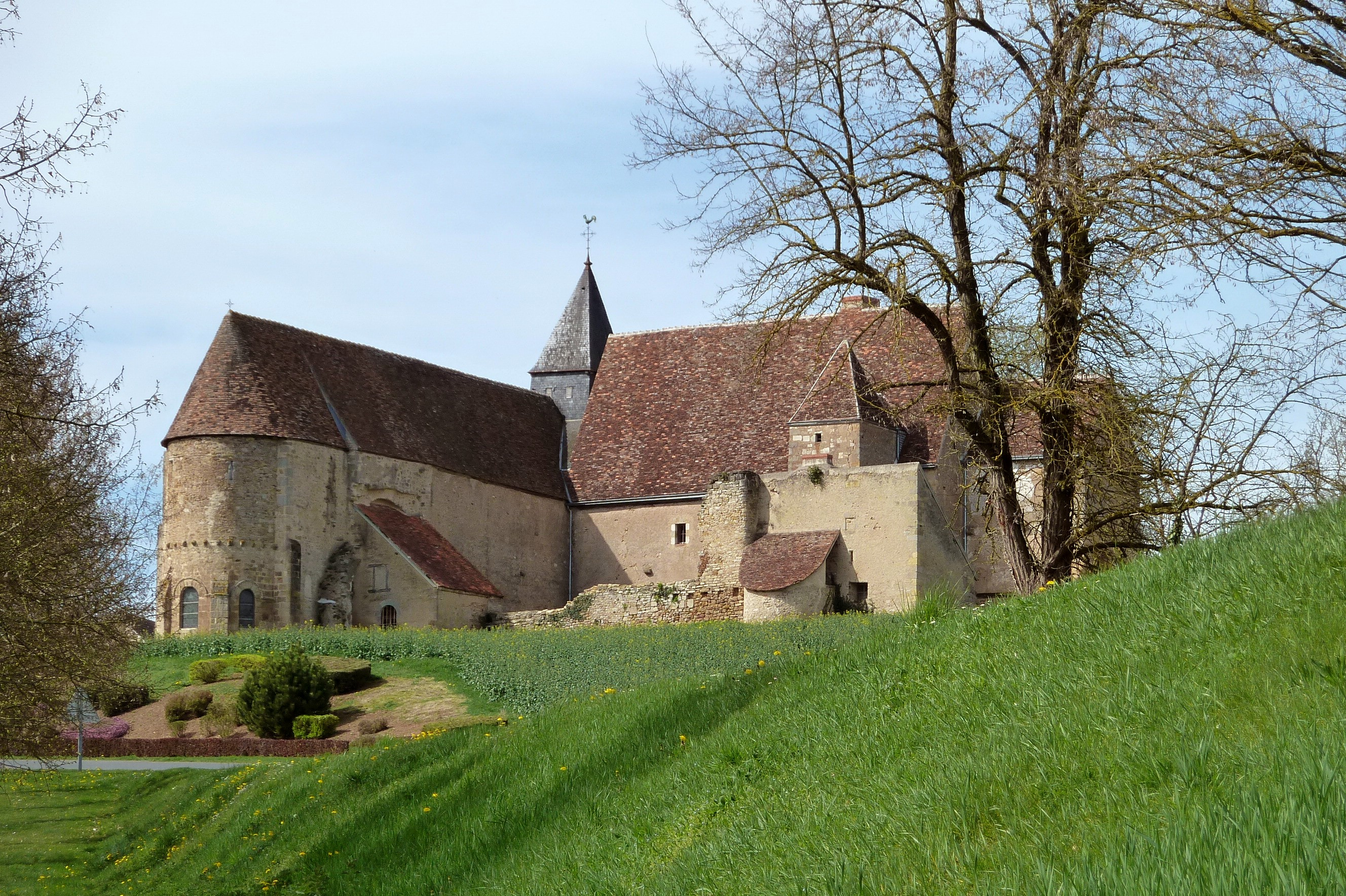
Priorat Saint-Michel

- Ehemaliges Priorat Saint-Michel mit Kirche aus dem 12./13. Jahrhundert